# Gibraltarské referendum o svrchovanosti (2002)

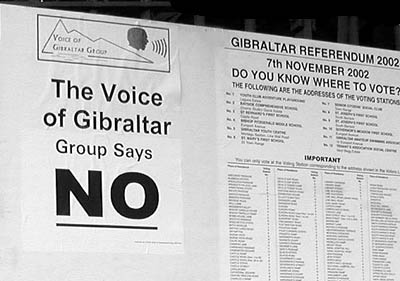
Plakátek z kampaně

Gibraltarské referendum o svrchovanosti (anglicky Gibraltar sovereignty referendum) v roce 2002 se konalo 7. listopadu a rozhodovalo se v něm o návrhu, aby svrchovanost nad Gibraltarem sdílelo Španělsko a
Spojené království. Návrh byl naprostou většinou (98,48 %) zamítnut.

## Pozadí
Britové Gibraltar dobyli v roce 1704 v rámci Války o španělské dědictví a Španělsko jim ho následně oficiálně postoupilo v rámci Utrechtského míru, ovšem nevzdalo se snahy ho získat zpět, ať už vojenským útokem (několikeré dobývání), diplomacií nebo nátlakem. Otázka znovuzískání svrchovanosti nad Gibraltarem je dodnes živou součástí španělské politiky. Na základě tajných jednání se oba státy v roce 2002 dohodly, že pokud s tím budou obyvatelé Gibraltaru souhlasit, začnou se o svrchovanost dělit. Tuto dohodu veřejně oznámil v britském parlamentu Jack Straw.

## Otázka
V referendu měli obyvatelé Gibraltaru odpovědět na následující otázku: „Dne 12. července 2002 formálně oznámil ministr zahraničí Jack Straw v Dolní sněmovně Spojeného království, že po dvanácti měsících vyjednávání jsou britská vláda a Španělsko v široké shodě ohledně řady principů, na kterých by mělo být postaveno trvalé vyřešení španělských nároků na svrchovanost, včetně toho, že by Británie a Španělsko měly sdílet svrchovanost nad Gibraltarem. Souhlasíte s tím, že by Británie a Španělsko měly sdílet svrchovanost nad Gibraltarem?“

## Výsledek hlasování
Hlasování se účastnilo 87,9 % z oprávněných voličů, bylo odevzdáno 18 087 platných a 89 neplatných hlasů, přičemž 17 900 (98,48 %) hlasů bylo proti a 187 (1,03 %) hlasů bylo pro.